# Parada em Pleno Curso
Halt auf Freier Strecke, (en:Stopped on Track) (br: Parada em Pleno Curso) é um filme alemão de 2011 dirigido por Andreas Dresen. Ele estreou na seção Un Certain Regard no Festival de Cannes de 2011, onde ganhou o principal prêmio de melhor filme da seção.

## Elenco
- Milan Peschel como Frank
- Steffi Kühnert como Simone
- Mika Seidel como Mika
- Talisa Lilli Lemke como Lilly
- Otto Mellies como pai de Frank
- Christine Schorn como mãe de Frank
- Ursula Werner como mãe de Simone
- Marie Rosa Tietjen como irmã de Simone
- Harald Schmidt como ele mesmo